# Sanatoria
La sanatoria è un istituto del diritto amministrativo italiano. 
Con essa la pubblica amministrazione sana un atto amministrativo illegittimo perché privo dei requisiti essenziali previsti dall'ordinamento.

## Caratteristiche
L'atto viene munito ex post dei requisiti essenziali che, mancando, lo inficiavano. Concretamente si identifica con l'atto omesso, ossia: autorizzazioni, pareri tecnici, approvazioni.